# 閻用之
阎用之（699年—757年），唐朝官员，原籍大安狄那县（今山西省寿阳县），定籍雍州万年县（今陕西省西安市），阎立德曾孙，司農少卿、澤州刺史阎玄邃之孙，射洪县令阎巨源第二子。
唐玄宗时，阎用之中进士，开始担任彭州参军，曾经代理录事，一日内纠正错谬不法之事数十起，刺史认为他有才干。后举任通事舍人，奉命出使西域，升为右卫郎将，管理引驾仗。金吾将军李质上殿不解刀，阎用之呵斥他，请依法处理，左右惊惧。之前，有关部门以三卫执扇上殿，阎用之上奏表示三卫都是强悍之人，不应该登丹陛靠近御坐，请以宦官替代，于是成为惯例。天宝二年（743年），他的长女为义王李玼的王妃，加位左骁卫将军，先后任荣王李琬、寿王李瑁的师傅。官至左金吾卫将军。安史之乱时期，为安禄山叛军所获。唐肃宗至德二载（757年），回到朝廷，在家中去世，时年五十八岁。有四子：阎定、阎寀、阎宰、阎宣。